# Барласина
Барласина (итал. Barlassina) је насеље у Италији у округу Монца и Бријанца, региону Ломбардија.
Према процени из 2011. у насељу је живело 6826 становника. Насеље се налази на надморској висини од 231 м.

## Становништво
| 1931. | 1936. | 1951. | 1961. | 1971. | 1981. | 1991. | 2001. | 2011. |
| ----- | ----- | ----- | ----- | ----- | ----- | ----- | ----- | ----- |
| 2.448 | 2.671 | 3.162 | 3.833 | 5.325 | 5.625 | 5.744 | 5.927 | 6.826 |